# 勒斯佩河
51°01′56″N 8°15′20″E / 51.032343°N 8.255539°E

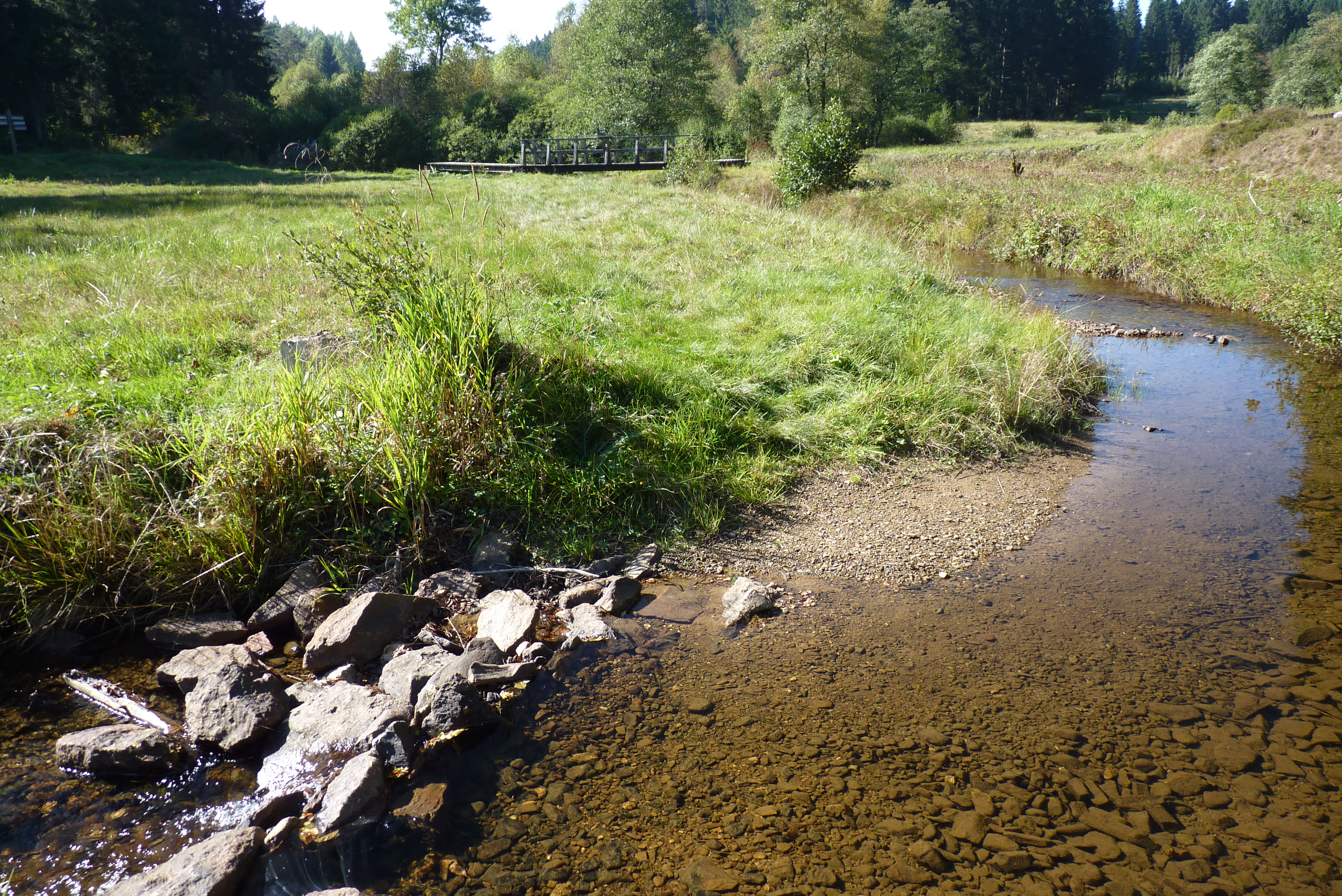

勒斯佩河（德語：Röspe），是德國的河流，位於該國西部，處於北萊茵-威斯特法倫州，屬於埃德河的右支流，河道全長8.6公里，流域面積37平方公里。